# 耶日·内曼
耶日·斯普瓦瓦-内曼 （波蘭語：Jerzy Spława-Neyman，1894年4月16日—1981年8月5日）是一名波兰数学家和统计学家。

## 生平
内曼于1894年出生在俄罗斯帝国比萨拉比亚省宾杰里，前半生时间在波兰华沙的各个研究院和伦敦大学学院，后半生时间在加州大学伯克利分校。 耶日·内曼首先引进现代概念的置信区间进入统计学中的假设检验 和埃贡·皮尔逊共同设计了零假设。